# 中国苦树
中国苦树（学名：Picrasma chinensis）为苦木科苦树属下的一个种。